# صحافة أردنية
في عام 1921 صدرت أول جريدة في الأردن وهي (الحق يعلو) ثم صدرت صحيفة (الوفاء) الاسبوعية في عام (1938-1947) ومع بداية عام 1967 تم دمج صحيفتي فلسطين والمنار باسم جريدة الدستور التي لا تزال تصدر يوميا. وخلال عام 1971 صدرت جريدة (الرأي). وقد صدرت في تشرين أول 1975(الجوردان تايمز) باللغة الإنجليزية وجريدة الأسواق عام 1993، وصدرت فيما بعد (العرب اليوم) ثم تبعتها (الغد).
من الحف الاسبوعية التي صدرت : اللواء اصدرها الراحل حسن التل وما زالت تصدر، أخبار الاسبوع-اصدرها عبد الحفيظ محمد ،توقفت، ومن الصحف الاسبوعية التي صدرت بداية الثمانينات شيحان اصدرها الدكتور رياض الحروب وظلت تصدر لليوم، الرباط صدرت باسم الحركة الإسلامية وتوقفت وصدرت بديلا عنها السبيل وظلت لليوم، المجد اصدرها المعارض السياسي فهد الريماوي، وهناك مجموعة صحف حزبية اسبوعية.
صدر في الأردن ما عرف بقانون المطبوعات والنشر والذي يهدف لتنسيق عمل المؤسسات الإعلامية والتأكد من مطابقتها للشروط اللازمة والناظمة لعملها.
اليوم الصحيفة الأكثر انتشارا في الأردن هي يومية الراي، شبه الحكومية تليها الدستور.

## مؤسسات صحفية
1- وكالة الانباء الأردنية(بترا)
2 - مركز الدراسات الاستراتيجية -الجامعة الأردنية